# 経ヶ丸オートキャンプ場
経ヶ丸オートキャンプ場（きょうがまるオートキャンプじょう）は、岡山県井原市にあるオートキャンプである。経ヶ丸グリーンパーク内に併設されている。

## 概要
森林浴、バードウォッチング、樹木探索が楽しめるオートキャンプ場。バンガロー、温水シャワー、コインランドリー、売店、炊事棟、炊事用かまど、水洗トイレなどの設備を備え、ファミリーキャンピング向けの施設となっている。 

### 施設データ
- 所在地： 岡山県井原市笹賀町1668番地1
- 設置者： 岡山県 （井原市受託管理） [2]
- 管理者： 井原市指定管理者 （株式会社ベッセルテクノサービス）

## 沿革
- 1990年代初頭： 岡山県によって建設造成が行なわれる。
- 1995年（平成7年）4月21日： 岡山県西部初の本格的オートキャンプ場（3.5ha、45テントサイト）として完成。井原市の受託管理による県施設として利用が開始される。 [2]
- 1995年（平成7年）4月23日： 正式オープンとなる。 [3][4]
- 2000年代： 指定管理者制度が導入され、広島県福山市の民間企業が指定管理者となる。

## 利用案内
- 受付時間： 9時 ‐ 17時
  - 予約は利用日の半年前から受け付けている。

### 設備・料金
利用料金などの詳細は、外部リンク参照または要問い合わせ。
いずれの施設も、1サイト1車両の乗り入れが可能。また、宿泊利用（15時から翌日14時まで）または日帰り利用（9時から14時までが基本）によって利用料金が定められている（下記の利用料金は1施設あたり）。
- テントサイト
  - 宿泊利用：個別型サイト4,500円、広場型サイト3,500円。
  - 日帰り利用：1,000円（時間延長可）
- バンガロー
  - 宿泊利用：9畳部屋（約9人）4,500円、6畳部屋（約6人）3,500円。
  - 日帰り利用：1,500円（時間延長可）
- その他
  - 電源（AC100V、2KW）
  - 温水シャワー
  - コインランドリー

### レンタル品等
利用人数に応じたテントや調理器具・寝具などのレンタルおよび、消耗品（燃料）や日用品の販売が行われている。

## 周辺・施設等
- 経ヶ丸グリーンパーク
- 経ヶ丸わくわくドラゴンハウス

※ 周辺・施設等の詳細については、 外部リンクの項 をご参照ください。

## アクセス
※ アクセスの詳細については、 外部リンクの項 をご参照ください。